# Mentális térkép
Mentális térképezés alatt a kognitív térképek előhívásának módszerét értjük, míg a személyekben lejátszódó pszichológiai folyamatot kognitív térképezésnek nevezzük. Ezek a fogalmak viszont a szakirodalomban sokszor egymás szinonimájaként jelenik meg. Viszont a fogalmak tisztázása után jól látható, hogy a lerajzolt mentális térképek ebben az értelmezésben jóval kevesebbet jelentenek a kognitív térképeknél: az adott egyén kognitív térképének "felszínre hozott" részét jelenti.

## Elmélettörténet
A mentális térképezés interdiszciplináris terület, amely az 1960-as évektől kezdve körülbelül egy időben jelent meg a földrajz, a pszichológia, nyelvészet és a társadalomtudományok, elsősorban a kulturális antropológia területén.  A mentális térképek vizsgálata – egyes meglátások szerint – egyidős a kultúra kutatásával, és térhasználat címke alatt már a századforduló néprajzi és antropológiai irodalmában is megjelent. Bronisław Malinowski (1922), a Trobriand-szigetek közötti kereskedelmi lánc leírásakor utal arra, hogy a szigetek lakói a közvetlenül szomszédos szigeteket tartják közelinek, és ez az elképzelés hatással van a kereskedelmi kapcsolatok alakulására. A hazai néprajzi irodalomból nemzetközi ismertsége és hatása miatt is kiemelendő Hofer Tamás és Fél Edit (1964, 1997) munkája a magyar paraszti gazdálkodás tér- és időbeosztásáról.
A kulturális antropológiában az ötvenes-hatvanas években végbemenő strukturalista és kognitív fordulat a térérzékelés vizsgálatának felértékelődéséhez vezetett. A nyelvészet és az antropológia sok tekintetben egymás mellett, szoros kölcsönhatásban haladt. A hazai olvasó számára az egyik legismertebb antropológiai jellegű munka Edward T. Hall (1966, 1975) Rejtett dimenziók c. könyve. A kötet a környezetre vonatkozó kulturálisan meghatározott tudás és a kommunikáció, illetve a nyelv kérdéseivel foglalkozik. Hall a proxemika kifejezést használja a különböző emberi kultúrák és közösségek tér- és időhasználatának egymással összefüggő feltérképezésére, amely kifejezés bizonyos kutatási hagyományban a proxemikai ábra rajzolásával egészül ki. Sok fontos megállapítása közt arra is rámutat, hogy az ember és környezete kölcsönösen alakítják egymást. Az ember megteremti a kultúrát, közben háziasítja magát; a kultúra nyelvén keresztül ismeri meg a valóságot, miközben az épített (városi) környezet is a kultúra szűrő-szelektáló folyamatának terméke. Térre vonatkozó elképzeléseink elsősorban nem az objektív valóságon, hanem annak szubjektív észlelésén nyugszanak. Bíró A. Zoltán (1990) egy székelyföldi faluról alkotott helyi képet vázol fel, részt vevő megfigyelés során elhangzó megjegyzések alapján.
A mentális térképezés területén a legkülönbözőbb nyelvészeti, pszichológiai és földrajzi megközelítések eredményei kölcsönösen hatottak egymásra. A mentális térkép kifejezést a neobehaviorista Edward Tolman vezette be, aki a patkányok tanulási teljesítményét egy új kísérleti eljárással, útvesztők alkalmazásával vizsgálva, a tanulás pszichológiai elméleteit igen népszerűvé tette. Tolman a patkányok útvesztőben való tájékozódását tanulmányozva arra a következtetésre jutott, hogy a tanulás folyamata és a tanulás következtében fellépő teljesítményváltozás többnyire nincs szinkronban, azaz az állat "tud valamit", de ez a viselkedésében nem jelenik meg. Ez a jelenség a latens tanulás. Tolman szerint a patkány a labirintusban nem a balra-jobbra fordulások sorozatát sajátítja el, hanem azt tanulja meg, hogy a tér egy adott helyére lokalizálja a jutalmat, és ennek ismeretében minden újabb próba során célirányosan ebben az irányban indul el, ezen a helyen keresi azt. A bejárt, megtanult térnek egy mentális reprezentációja alakul ki, ez pedig úgy jön létre, hogy az állat tapasztalatai alapján elvárásokat alakít ki, és ezek komplex együttese alakítja a mentális térképet. Az etológia, főleg Konrad Lorenz hatása kimutatható Kevin Lynch (1960) könyvén, a mely azzal foglalkozott, miként tájékozódnak az emberek a városokban. Az egyébként építész végzettségű Lynch munkája készítette elő – Cséfalvay Zoltán (1990) értékelése szerint – a földrajztudomány egy újabb fordulatát. Egy évtizeddel később jelent meg a földrajzkutató Roger Downs (1970) programadó írása, majd 1973-ban David Stea-vel közösen szerkesztett szöveggyűjteménye. Ez utóbbi munka viszont a pszichológus végzettségű, de számos diszciplína területén alkotó Stanley Milgram-re volt hatással, aki 1976-ban tette közzé Párizs mentális térképéről szóló tanulmányát. A mentális térképezés és a behaviorista földrajz körüli szellemi pezsgést jelzi, hogy gyors egymásutánban több összefoglaló jellegű kézikönyv, egyetemi jegyzet is megjelent (például: Gould és White 1974, Downs és Stea 1977, Gold 1980, Stoltman 1980, Holahan 1982).
A nyolcvanas évek végétől az olcsóbbá váló számítógépes adatfeldolgozás lehetőséget teremtett összetett elméleti modellek kísérleti, szimulációs és/vagy adatfelvételen alapuló empirikus ellenőrzésére. Barbara Tversky 1993-ban a kognitív térképezés három fő csoportját állapítja meg, a kognitív térképeken kívül a konstruktivista alapokon álló kognitív kollázsokat és térbeli mentális modelleket. Míg a kognitív térképezés a térre vonatkozó tudati tartalmakat gyűjti, a kognitív kollázs gondolata szerint térészlelésünk sokkal több tudati elemmel függ össze, például egy távolság megítélésénél figyelembe vehetjük a kocsiút idejét, a zónaidőt, de akár a történelmi hadjáratokat vagy a nyelvcsaládot, és ezekből kollázsszerűen állítjuk össze a térre vonatkozó információt. A megközelítés attól konstruktivista, hogy érdeklődés középpontjában nem a térkép (kollázs) áll, hanem alkotásának folyamata. A dolgot bonyolítja, hogy az információk szisztematikus vagy véletlen hibával állnak rendelkezésünkre tudatunkban. A térbeli mentális modellek  abból indulnak ki, hogy az egyes térbeli információk nem állnak össze egy teljes képpé, a biztos pontok közti teret a tudatunk tölti ki, modellezi. Pléh Csaba (2000) megfogalmazásában „az értelmező rutinokat rávisszük mindenre, ami ér minket, így válik a világ koherenssé”. A mentális térképezés konstruktivista jellegű megközelítése nem a térképre, hanem a modellépítés folyamatára fókuszál.
Az elmúlt évtizedben újabb megközelítések és elemzési algoritmusok sora született, ám az ezekkel kapcsolatos elméleti keretek áttekintése túlmutatna jelen kötet célkitűzésein. Mint a gyorsan fejlődő kutatási területeknél általában, konferenciaanyagok és publikációk óriási tömege áll elő, amelyekről kézikönyvek sora igyekszik egy általános és strukturált képet felvázolni (például: Portugali 1996, Kitchin és Freundschuh 2000, Kitchin 2002). A korszerű pszichológiai és humánetológiai megközelítések terén egyébként nemzetközi összehasonlításban is kiemelkednek a hazai kutatók, László Ervin, Csányi Vilmos és szerzőtársaik (1993, 1996) munkái.

## Mentális térkép készítése
A mentális térképek rajzoltatása módszertani kategóriáját tekintve a kísérletek közé tartozik. A regionális kutatásokban a mentális térképezés szinte az egyetlen, szélesebb körben alkalmazott kísérleti eljárás és ezt a pszichológiából vette át első alkalmazója, Kevin Lynch.
Mentális térkép készítésének lehetséges módszerei:
1. Tisztán kvantitatív (survey)
2. Tisztán kvalitatív, nem rajzolható
3. Szabad térképrajzoltatás (free recall)
4. Standardizálásra törekvő (oriented recall)
5. Kész térképekből kiinduló adatfelvétel
A módszer előnyei:
A módszer sikerét az egyszerűségének köszönheti, hiszen az előre kiválasztott kísérleti személyek azt a feladatot kapják, hogy adott időn belül egy üres papírra vázolják föl emlékezetből a vizsgálat tárgyát képező területi egység térképét, és jelöljék be, nevezzék meg azokat az objektumokat, amelyek épp "eszükbe jutnak" (fontosnak tartanak). Így tehát ez a módszer nem csak egyszerű, de gyors és olcsón végrehajtható. Szintén előnye a módszernek, hogy a kutatás céljának megfelelően a kutatási utasítás speciális megkötéseket is tartalmazhat pl. bejelölhető objektumok típusának korlátozása/bővítése.
A módszer hátrányai:
Sajnos a rajzos módszer számos, részben nehezen leküzdhető hátránnyal is rendelkezik. Ilyen problémát jelent, hogy a tömeges egyidejű lekérdezés általában csak speciális csoportok esetében lehetséges. Ezek köre azonban szűk, és a vizsgálat számára legérdekesebb célcsoportokat jól reprezentáló mintát egyszerre "leültetni" és rajzoltatni általában nehéz, néha szinte lehetetlen. A legnagyobb gondot azonban a rajzos információk generalizálása és a rajzok értékelése jelenti. A térkép minősége nagyban függ az egyén rajzkészségétől, a szabadkézi rajzolás sajátosságai miatt pedig ugyanazon térképi elemek igencsak heterogén méretben, helyzetben és részletezettséggel fordulnak elő az ábrákon. Ráadásul gyakran nem dönthető el, hogy egyértelműen, hogy két ábra eltérései mennyiben a torzító hatások következményei, és mennyiben fakadnak a fejekben élő kognitív térképek különbségeiből. Továbbá bizonyos típusú térképi elemeket egyszerűbb és gyorsabb feltüntetni, így ezek nagyobb valószínűséggel kerülnek fel a térképre. E problémák mértéke persze a kutatás megfelelő előkészítésével lényegesen csökkenthetők, az érvényes következtetések levonására alkalmas adatminőség biztosítható. Meg kell jegyezni viszont, hogy a térképek adattartalmának rögzítése és feldolgozása átlagos méretű minták esetében is nagyon idő-és munkaigényes feladat.
A mentális térképek zömét városokról, esetleg csak városrészekről rajzoltatják, de nincs elvi korlátja annak sem, hogy például országokról, kontinensekről készíttessünk térképvázlatot. Mivel a rajzokon látható mentális térképek jellemzőit a kísérleti alanyok személyiségén kívül társadalmi és földrajzi meghatározottságaik is alapvetően befolyásolják, lehetőleg a rajzos vizsgálatot is ki kell egészíteni egy rövid, a kitöltőre vonatkozó alapvető háttérváltozók rögzítését célzó kérdőívvel.
A mentális térképek kulcsát viszont a rajzok értékelése jelenti. Ezt jelentősen megkönnyíti, ha a rajzok információtartalmának minél nagyobb részét sikerül kódolni és kvantitatív módszerekkel is elemezhetővé tenni. Ezek, különösen a kérdőívi háttérváltozókkal kombinálva, akár bonyolultabb mennyiségi módszerek alkalmazására is lehetőséget adnak, amelyekkel egyrészt az adott település/térség jellegzetességei, másrészt az egyes társadalmi csoportok jellemezhetők.
A mentális térképezés alapvető jelentősége, hogy általa a társadalmi térfolyamatok hátterében álló, más módszerekkel nem, vagy csak bizonytalanul feltárható mozzanatokról kaphatunk részletes információkat. Ezáltal új szempontokkal egészíthetők ki a regionális tudomány "hagyományos" módszereivel nyert adatok egy egész sor, gyakorlati szempontból is nagy jelentőségű probléma esetében.

## Etikai aspektusok
A mentális térképek felderítése során a kutató bizalmas információk birtokába jut; az eredmények interpretálásakor a bizalom megőrzésének, és az ezzel összefüggő etikai megfontolásoknak fontosabb szerepe van, mint annak, hogy az eredmények könnyen értelmezhetők legyenek. Az alapelv az, hogy csak olyan dolgot szabad közzétenni, amelyet a megkérdezettek is nyilvánosságra hoznának magukról.
Módszertani problémának tűnhet, de etikai alapról válaszolható meg az a kérdés, hogy az adatgyűjtés során miről gyűjtsünk adatot: a megkérdezett saját mentális környezetéről, vagy bármely másik, esetleg az összes többi térre vonatkozóan. Etikai szempontból megengedhetetlen, hogy olyan képet mutassunk be emberekről, amelyet ők nem osztanának magukról. „Külső” megítélés közzétételétől többnyire tartózkodni kell, az interjúalanyokat elsősorban a saját városrészükről kérdezzük.
Egy másik fontos kérdés a gyűjtött adatok bizalmas kezelésére vonatkozik. Ha egy mentális térképet ábrázoló ákom-bákom rajz visszakerül a válaszadó természetes közegébe, akkor az ismerősei és az ismeretlenek is rajta fognak nevetni – ami egyrészt megbocsáthatatlan hiba, másrészt pedig a megromló viszony miatt lehetetlenné teszi a kutatás folytatását.